# Gryllacris ouwensi
Gryllacris ouwensi är en insektsart som beskrevs av Heinrich Hugo Karny 1924. Gryllacris ouwensi ingår i släktet Gryllacris och familjen Gryllacrididae. Inga underarter finns listade i Catalogue of Life.